# William Bromley
Sir William Bromley (1664 – 13 febbraio 1732) è stato un politico inglese.

## Biografia

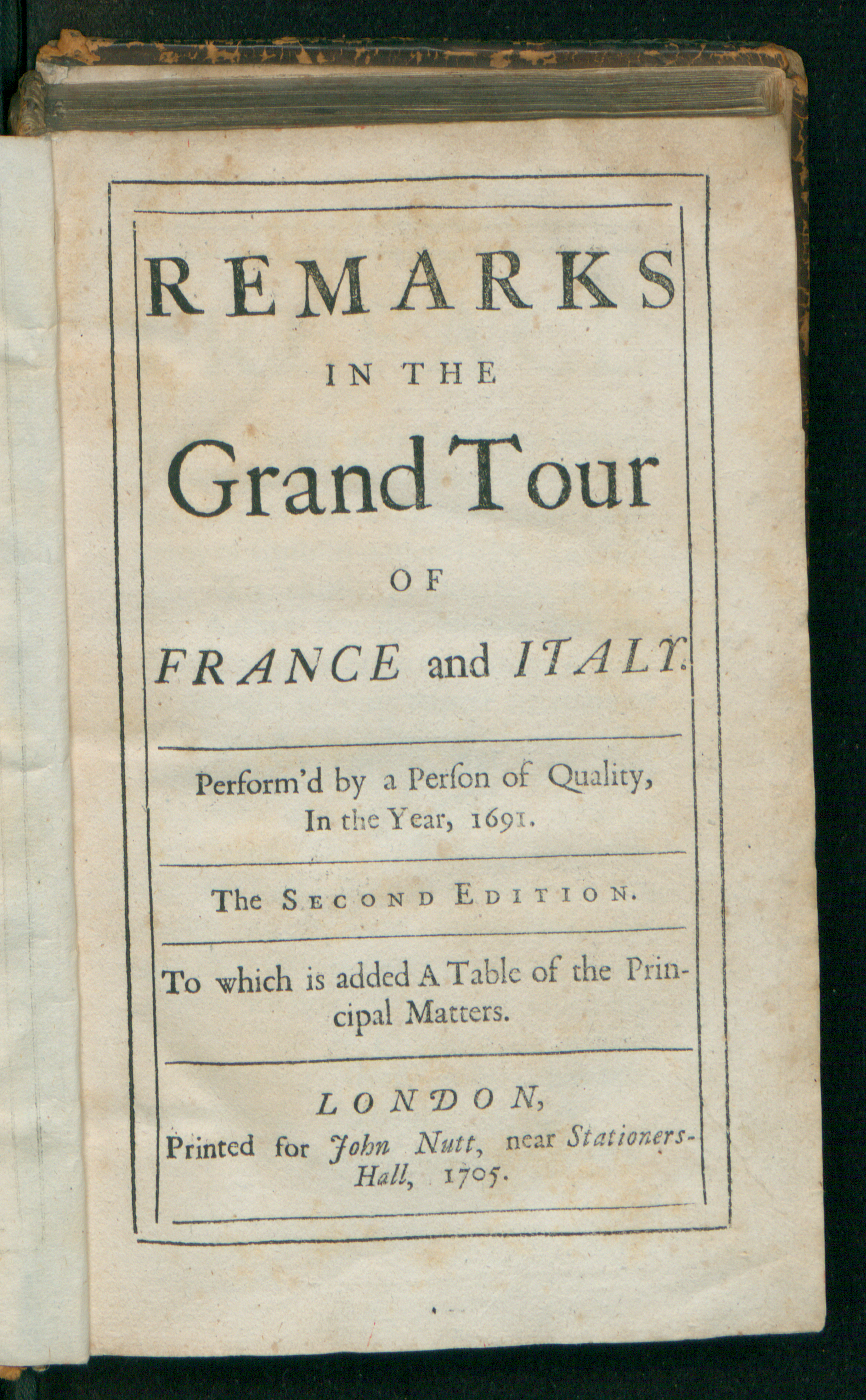
Remarks in the Grand Tour of France and Italy, 1705

Bromley non si trovava in Inghilterra durante la Gloriosa rivoluzione perché in viaggio in Francia e Italia, viaggi dei quali pubblicò i resonti. Al suo ritorno intraprese la carriera politica all'interno del partito Tory che non abbandonò più. Fu Speaker della House of Commons of Great Britain dal 1710 al 1713 e Segretario di Stato per il Dipartimento del Nord dal 17 agosto 1713 al 17 settembre 1714. Morì nel 1732.

## Opere
- (EN) Remarks in the Grand Tour of France and Italy, London, John Nutt, 1705.